# Lynsay Sands
Lynsay Sands (nascida em Leamington, Ontário, Canadá) é uma premiada autora canadense com mais de 30 livros. Ela é conhecida pelo humor que ela injeta em suas histórias. Enquanto ela escreve romances históricos e paranormais, ela é mais conhecida por sua série Argeneau sobre uma família moderna de vampiros.